# Great American Songbook
Дюк Эллингтон в 1943 г. в клубе Харрикейн
Роджерс и Харт
Бенни Гудмен с музыкантами
Great American Songbook, GAS (дословно — «Великий американский песенник»), также American Songbook — собирательное название американских популярных эстрадных песен, написанных с 1920-х по 1950-е гг. для бродвейских мюзиклов, голливудских кинофильмов и звукозаписывающих студий Tin Pan Alley. Последние «стандарты» были созданы уже в начале 1960-х годов, когда в моду вошёл рок-н-ролл.
Помимо популярности, которую они заслужили среди своих современников, эти песни остаются основой репертуара исполнителей традиционной поп-музыки. Многие пьесы «Песенника» являются также джазовыми стандартами.

## Авторы
Канонического списка «Great American Songbook», а также композиторов и стихотворцев, внёсших в него свою лепту, не существует. Тем не менее общепринято считать, что в него входят следующие авторы и их наиболее популярные песни:
- Ирвинг Берлин
  - White Christmas
  - Always
  - Blue Skies
  - Cheek to Cheek
  - Puttin' on the Ritz
- Джордж Гершвин (на тексты А. Гершвина)
  - Someone to Watch Over Me
  - ’S Wonderful
  - Summertime
  - Embraceable You
  - I Got Rhythm
  - Fascinating Rhythm
  - The Man I Love
  - They Can’t Take That Away from Me
  - Our Love Is Here to Stay
- Джером Керн
  - Ol' Man River
  - The Way You Look Tonight
  - All the Things You Are
  - Smoke Gets in Your Eyes
- Коул Портер (все песни — на собственные стихи)
  - Anything Goes
  - Begin the Beguine
  - Ev’ry Time We Say Goodbye
  - I Get a Kick Out of You
  - I’ve Got You Under My Skin
  - It’s bad for me
  - Just One of Those Things
  - Let’s Do It, Let’s Fall in Love
  - Love for Sale
  - Night and Day
  - What Is This Thing Called Love?
  - You’re the Top
- Ричард Роджерс (на тексты Харта)
  - Bewitched, Bothered and Bewildered
  - My Romance
  - Have You Met Miss Jones?
  - My Funny Valentine
  - Blue Moon
  - The Lady Is a Tramp
  - Thou Swell
  - Lover
  - Where or When
  - This Can’t Be Love
- Ричард Роджерс (на слова Хаммерстайна)
  - Oh What a Beautiful Mornin'
  - People Will Say We’re in Love
  - It Might as Well Be Spring
  - If I Loved You
  - Some Enchanted Evening
  - Shall We Dance?
  - My Favorite Things
- Гарольд Арлен
  - Over the Rainbow
  - Stormy Weather
  - It’s Only a Paper Moon
  - I’ve Got the World on a String
  - I Gotta Right to Sing the Blues
  - Let’s Fall in Love

- Хоуги Кармайкл
  - Stardust
  - Georgia on My Mind
  - The Nearness of You
  - Skylark
- Дюк Эллингтон
  - In a Sentimental Mood
  - It Don’t Mean a Thing (If It Ain’t Got That Swing)
  - Satin Doll
  - Mood Indigo
  - Sophisticated Lady
  - I’m Beginning to See the Light
- Джонни Мэндел
  - The Shadow of Your Smile
- Джонни Мерсер
  - One for My Baby (and One More for the Road)
  - That Old Black Magic
  - Blues in the Night
  - Come Rain or Come Shine
  - Jeepers Creepers
- Джимми Ван Хьюзен
  - All the Way
  - But Beautiful
  - Come Fly with Me
  - Imagination

## Мнение музыкальных критиков
Автор популярной книги «American Popular Song: The Great Innovators, 1900—1950» (1-е издание, 1972), музыкальный критик Алек Уайлдер сформировал список мастеров, входящих в американский канон поп-музыки, а также изложил примерную иерархию произведений. Основной упор Уайлдер делает на изучение творчества композиторов.
- Шесть композиторов удостоились шести отдельных глав — Керн, Берлин, Гершвин, Роджерс, Портер и Арлен
- Ступенькой ниже в его иерархии находятся Винсент Юманс и Артур Шварц (одна глава на двоих) и Бёртон Лейн, Хью Мартин и Вернон Дюк (одна глава на троих).
- Одну главу Уайлдер посвящает композиторам, которым он даёт определение «Великий ремесленник»: Хоуги Кармайкл, Уолтер Дональдсон, Гарри Уоррен, Айшем Джонс, Джимми Макхью, Дюк Эллингтон, Фред Элерт, Ричард А. Уайтинг, Рэй Ноубл, Джон Грин, Руб Блум, и Джимми ван Хьюзен.
- Книга заканчивается обширной главой под названием «Выдающиеся Отдельные композиции: 1920 по 1950 год», которая включает собой отдельные произведения, написанные композиторами «одной песни», но, тем не менее, соответствующими, по мнению критика, канону.

Список Уайлдера субъективен, и сфокусирован больше на композиторах, чем на авторах текстов песен. Тем не менее, его работа оказалась крайне влиятельной и во многом соответствует концепции большинства о стандарте великой американской песни.
Отдельная проблема состоит в том, попадают ли в канон песни, написанные во 2-й половине XX века, после окончания «золотого века» бродвейвского мюзикла и т. п. Хотя многие считают, что эпоха составления Great American Songbook заканчивается с изобретением рок-н-ролла (например, Уайлдер останавливается на 1950 году), некоторые более поздние композиторы, например, Генри Манчини, Бёрт Бакарак и даже латиноамериканец А.Жобим, рассматриваются некоторыми как достойная часть Songbook.

## Структура песен
Большинство этих песен написано по типу «куплет-припев». Куплет представляет собой некое музыкальное введение, которое обычно имеет свободную структуру, разговорные рифмы и темп рубато. Благодаря куплету слушатель переходит от окружающего реалистического, подчас тяжёлого жизненного контекста к более увлекательному, сочинённому миру песни. В нём часто присутствуют характерные, знаковые строчки, которые имеют отношение к сюжету мюзикла, к которому принадлежит песня.
Центральным элементом песни является припев. Обычно он имеет структуру рифм AABA или ABAC; тема припева обычно более расплывчата, чем куплетов, обычно они рассказывают о какого-либо рода превратностях любви. Благодаря этому подобные песни легко изымались из мюзиклов и исполнялись как независимые произведения, или же вставлялись в другие мюзиклы. Кроме того, лишь некоторые песни всегда исполняются в первоначальном, полном варианте, со всеми куплетами, — так как многие из этих куплетов могут быть поняты слушателями лишь в общем контексте пьесы или фильма. Кроме того, цельность песни часто зависит от воли исполнителей — например, Фрэнк Синатра никогда не исполнял «In Other Words» с куплетами, а Тони Беннетт исполнял.
Несмотря на узкий круг тем и настроений, с которыми оперировали создатели этого стиля песен, им удалось достигнуть такого прекрасного союза слов и музыки, что они до сих пор остаются эталоном хорошего сочинения песен. Лучшие стихотворцы этого периода специализировались на остроумных, изысканных стихах, с неожиданными и удивляющими рифмами; композиторы сочиняли легко запоминающиеся мелодии (которые могли быть и пентотоническими, как у Гершвина, или хроматическими, как у Портера) в величайшей гармонии.

## Исполнители

### Оригинальные исполнители
Начиная с 1930-х гг. многие певцы и музыканты с успехом исполняли и записывали песни из Great American Songbook, что превратило их из своего рода «арий» мюзиклов и саундтреков в неотъемлемую часть джазовой культуры, а также easy listening music наших дней.
Элла Фицджеральд записала популярную и весьма влиятельную серию альбомов «Songbook» в 1950—60-х гг., каждый диск которой был посвящён творчеству одного из композиторов данного периода; всего серия включила 252 песни Great American Songbook. Среди других певцов, чьё исполнение данных песен оказалось значимым, фигурируют: Сара Воэн, Нэт Кинг Коул, Фред Астер, Бинг Кросби, Тони Беннетт, Джуди Гарленд, Фрэнк Синатра, Эди Горме, Стив Лоуренс, Джонни Мэтис, Розмари Клуни, Барбра Стрейзанд (ранний репертуар), Сэмми Дэвис мл., Пегги Ли, Дина Шор, Кармен Макрэй, Билли Холидей, Перри Комо, Дина Вашингтон, Нина Симон, Бобби Шорт, Вик Дэмон, Блоссом Дири, Клео Лэйн, Джек Джонс, Бобби Дарин, Дин Мартин, Мел Торме и Эл Джолсон.

### Современные исполнители
В последние несколько десятилетий наблюдается возрождение песен Songbook  современными музыкантами. Стоит отметить популярную рок-вокалистку Линду Ронстадт, которая использовала их в том, что позже было классифицировано как elevator music (или vintage pop) в 1983 г. О её альбоме «What’s New» критики Нью-Йорк Таймс написали: «это не первая попытка рок-певца отдать дань золотому веку популярной музыки, но это лучшая и наиболее серьёзная попытка реабилировать идею популярной музыки, которая была уничтожена благодаря Битломании и масс-маркетингу, и политике записи длинных альбомов для тинэйджеров».
Спустя декаду Натали Коул выпустила крайне успешный альбом «Unforgettable… with Love», заглавный хит с которого «Unforgettable», представлявший собой смикшированный «дуэт» Натали с её отцом Нэтом Кинг Коулом, вошёл в топ-40. Последовавший за ним альбом «Take a Look» также был очень успешным. Успех альбома Коул, удостоенного «Грэмми» в самых престижных номинациях, обозначил возрождение интереса к эстрадной поп-музыке эпохи, предшествующей эре рок-н-ролла.
За исполнение поп-стандартов из Great American Songbook в 2000-е годы взялись подрастерявшие с годами популярность исполнители 1970-х, как, например, Род Стюарт и Барри Манилоу, — и это позволило им вернуться на первую строчку Billboard 200. К исполнению песен своей ранней молодости вернулась Барбра Стрейзанд, а выпущенный к 80-летию Тони Беннетта сборник его дуэтов с современными исполнителями стал его самым успешным альбомом в хит-парадах за всю 60-летнюю карьеру.